# Can Fontanet (Polinyà)
Can Fontanet és una masia del municipi de Polinyà (Vallès Occidental) que forma part de l'Inventari del Patrimoni Arquitectònic de Catalunya.

## Descripció
Entre una de les edificacions que conformen el conjunt de Can Fontanet, n'existeix una de proporcions considerables que segurament formaria part de la primitiva masia de Can Fontanet. L'edifici reuneix les característiques típiques de l'arquitectura rural del tipus de teulada a dues vessants, porta d'accés de mig punt adovellat, finestra sobre la porta rectangular, amb emmarcament i llinda i l'ampit lleugerament treballat. Aquests dos elements centren l'eix de simetria. Actualment la divisió interior no correspon a un espai interior únic. El teulat és de teules àrabs a dues vessants amb carener perpendicular a la façana. El incipient ràfec està format per dues filades de teules disposades seguint una distribució decorativa-ornamental amb alternança de mides i situació. El parament és de còdols i carreus mal escairats. En la seva major part el mur conserva l'arrebossat. En el mur lateral, mirant l'oest s'hi troben dues finestres de caràcter gòtic.
L'estructura actual d'aquest masia guarda molt pocs elements de la seva primera fesomia. Les actuals funcions agrícoles i ramaderes han produït l'adaptació d'una sèrie de nou cossos adients a les seves necessitats donant un resultat de volums heterogenis i poc harmònics. La façana principal de la casa actual és de línies quadrades amb teulada a dues vessants i carener horitzontal a la façana. Sembla que el mur més antic es troba a la part nord de la casa, el que significa que l'entrada a l'antiga masia era probablement per la cara nord, i el carener seria perpendicular a la façana.
La distribució de l'actual façana principal és la de qualsevol casa de poble de planta baixa i primer pis, on les finestres més grans s'han transformat en balcons i baranes de ferro. L'acurada simetria de les obertures en la seva part exterior, en un sentit vertical, amb alternança de balcons i finestra a la part superior, i la porta i sengles finestres voldria significar la divisió interna en crugies, tot i que actualment s'adapta a altres interessos. Juxtaposats a l'espai que conforma l'actual habitatge s'hi diferencien diversos volums d'espais inferiors destinats a les diferents funcions agrícoles i ramaderes.

### Finestres
Una de les dues finestres destacades és una obertura rectangular amb un ampli emmarcament de pedra i un ampit senzill esculturat. A la llinda hi ha incís un arc conopial polilobulat amb decoracions vegetals. A cada costat, a l'altura de les impostes, hi ha relleus esculturats que es poden interpretar com la nativitat, a conseqüència de la qual la humanitat seria redimida del pecat original (representat per la serp). La llinda és emmarcada per un guardapols motllurat.
L'altra finestra és una obertura rectangular. L'ampit, de pedra, és lleugerament treballat. La llinda està treballada en forma d'arc conopial polilobulat amb ornamentacions vegetals. A cada costat, al nivell de la línia d'imposta, hi ha sengles grups esculturats. Són dues figuretes senceres i un cap (semblen un home i una dona. Es podria referir al pecat original o podria ser un element reaprofitat d'anècdotes profanes.
Aquestes finestres podrien no estar col·locades al seu lloc original.